# Ignacij Klemenčič

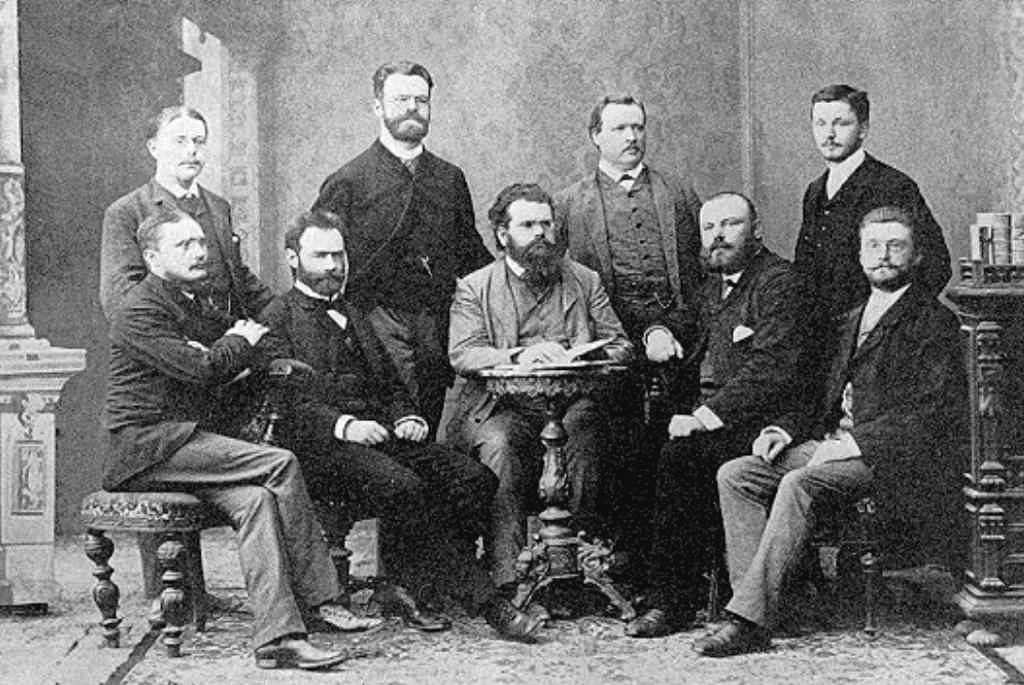
Ludwig Boltzmann i współpracownicy w Grodźcu, 1887. (stojący od lewej strony) Nernst, Streintz, Arrhenius, Hiecke (siedzący, od lewej strony) Aulinger, Ettingshausen, Boltzmann, Klemenčič, i Hausmanninger

Ignacij Klemenčič (ur. 6 lutego 1853 w Kamnim Potoku, zm. 5 września 1901 w Trebnju) – słoweński fizyk.

## Życiorys
Po ukończeniu gimnazjum w Novo mesto studiował fizykę na uniwersytecie w Grazu. W 1876 r. otrzymał dyplom ukończenia studiów, a w 1879 r. napisał pracę doktorską o zjawiskach mechanicznych w szkle i żelazie. Ludwig Boltzmann zorientowawszy się w uzdolnieniach swojego studenta zatrudnił go jako asystenta. W 1881 r. Klemenčič otrzymał docenturę i wraz z nią prawo prowadzenia wykładów, a w 1888 r. został profesorem nadzwyczajnym fizyki eksperymentalnej w Grazu.
Zainteresowania jego dotyczyły początkowo mechaniki molekularnej, później elektryczności i magnetyzmu. Zajmował się przede wszystkim elektrodynamiką. W latach 80. XIX w. studiował intensywnie kondensatory elektryczne i kwestię oporu. W 1884 r. zmierzył ze znaczną dokładnością prędkość fal elektromagnetycznych i tym samym potwierdził teorię Maxwella. Prace doświadczalne w zakresie fal elektromagnetycznych doprowadziły go do odkryć, za które otrzymał w 1892 r. – razem z Ernstem Lechnerem – nagrodę Baumgartnera. To Lerchner właśnie wygrał konkurs na profesora zwyczajnego fizyki na uniwersytecie w Grazu, mimo że Klemenčič miał poparcie Boltzmanna. W 1895 r. otrzymał jednak zaproszenie na stanowisko profesora zwyczajnego do Innsbrucku.
Klemenčič zmarł niespodziewanie na atak serca 5 września 1901 r., tuż przed już zaplanowanym przeniesieniem się do Wiednia i przed otrzymaniem członkostwa w Austriackiej Akademii Nauk.